# عيارة
العِيارة (بالإنجليزية: Vagrancy)‏ إحدى أحوال التشرد إذا لم يكن لصاحبها عمل أو دخل. وعادتهم أن يكتسبوا من التسول ونبش القمامة والنشل والعمل المؤقت.